# Peter Keler

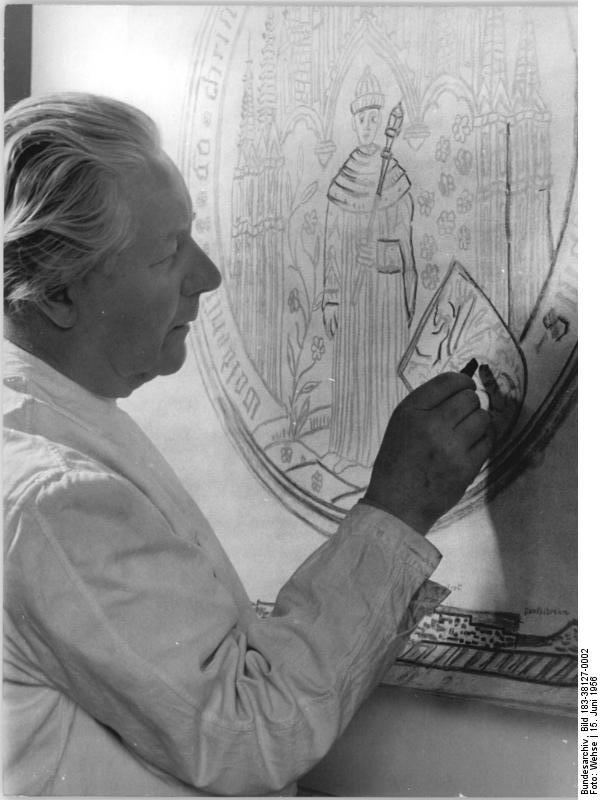
Peter Keler, 1956

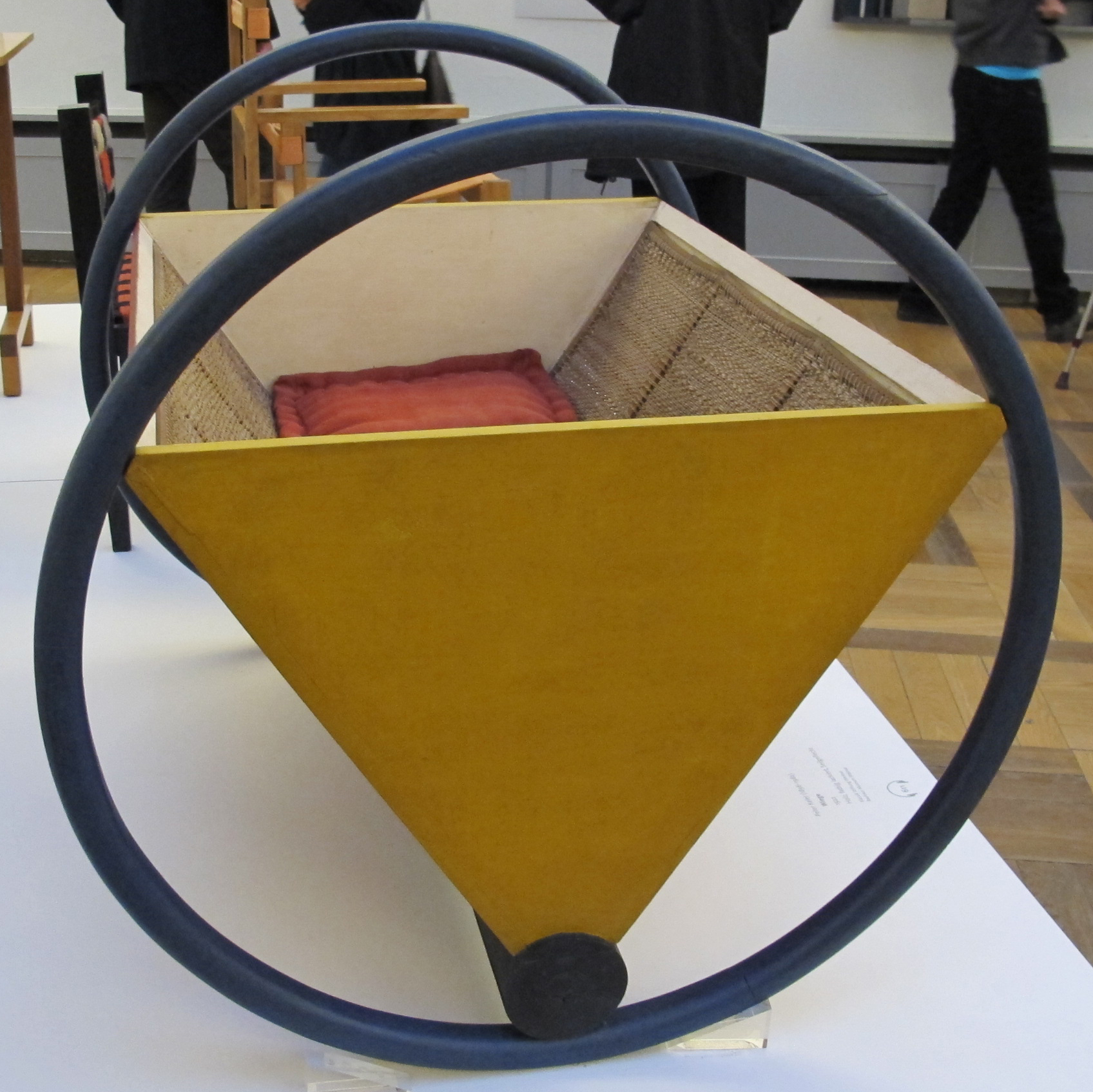
Querschwingende Wiege, 1922

Peter Keler (* 2. Dezember 1898 in Kiel; † 11. November 1982 in Weimar) war ein deutscher Grafiker, Möbelgestalter und Architekt am Bauhaus.

## Leben
Keler begann nach seiner Schulausbildung 1914 ein Studium an der Kieler Kunstgewerbeschule. Im Ersten Weltkrieg wurde er 1917 zum Militärdienst eingezogen. Nach Kriegsende ging er von 1919 bis 1921 an das Staatliche Bauhaus Weimar.
Er beschäftigte sich mit Malerei, Farbgestaltung und Tischlerei und besuchte die Kurse von Josef Albers, Johannes Itten, Oskar Schlemmer und Wassily Kandinsky. Nach dem Umzug des Bauhauses nach Dessau 1925 blieb Keler in Weimar und betrieb ein eigenes Atelier für Malerei, Möbeldesign, Innenarchitektur und Werbegrafik. Ab 1927 war er freischaffend in Dresden unter anderem für die sächsische Textilindustrie tätig. Ab 1930 entwarf er für die Waldheimer Möbelfirma Albert Walde Sitzmöbel. 1937 zog Keler nach Berlin und beschäftigte sich mit Architektur und Ausstellungsgestaltung. Während der Kriegsjahre arbeitete er auch als Filmarchitekt.
Nach Kriegsende wurde er an die neugegründete Hochschule für Architektur und bildende Künste nach Weimar berufen, wo nach 1945 zunächst Wert darauf gelegt wurde, an ehemalige Bauhaus-Traditionen anzuknüpfen. Keler lehrte Zeichnen, Gestaltung und Architektur und leitete bis zu seiner Pensionierung die Vorkurse nach Vorbild des Bauhauses. Schon gegen Ende der sowjetischen Besatzungszeit wurden ab 1948 entsprechend der neuen Doktrin (wider den „Formalismus“) die Bauhaus-Ideen wieder zurückgedrängt, mit entsprechenden Auswirkungen auf Lehrende, die – wie Keler – keine Parteimitglieder waren.
Parallel führte er seine Tätigkeit als Architekt fort und widmete sich seit 1965 in Weimar und Born a. Darß vermehrt der Malerei. Peter Keler starb am 11. November 1982 in Weimar.
Teile seiner privaten Büchersammlung übergab sein Sohn Jan Keler 2016 der Universitätsbibliothek Weimar.
Von Keler entworfene Möbel werden heute von der Firma Tecta wieder hergestellt: z. B. der Sessel „D 1/3“ und die Wiege nach Wassily Kandinsky, die eine der Ikonen des Bauhauses wurde.